# Duel au soleil (série télévisée)
Pour les articles homonymes, voir Duel au soleil (homonymie).
Duel au soleil est une série télévisée policière française en douze épisodes de 52 minutes créée par Marc-Antoine Laurent, et diffusée entre le 28 novembre 2014 et le 6 juillet 2016 sur France 2.

## Synopsis
Ange Renucci, commissaire principal en Haute-Corse, est un vieux briscard admiré et respecté de tous. Mais on lui colle un nouvel adjoint : le capitaine Sébastien Le Tallec, un grand Breton noir. Le Tallec, c’est la nouvelle école face aux vieilles méthodes contestables de Renucci qui fraient sans état d’âme avec l’illégalité. L’un est aussi rigoriste que l’autre est arrangeant. Ils vont devoir faire équipe et faire le job, chacun à sa manière pour commencer. Le Tallec doit également faire face au bizutage des deux lieutenants de Renucci, Marchioni et Versini.

## Distribution

### Acteurs principaux
- Gérard Darmon : Commissaire principal Ange Renucci
- Yann Gael : Capitaine Sébastien Le Tallec
- Didier Ferrari : Lieutenant Toussaint Marchioni
- Jeanne Bournaud : Procureure Lise Darcourt
- Chloé Stefani : Joséphine Vissac, avocate et fille d'Ange Renucci
- Nathanaël Maïni : Lieutenant Paul Versini (épisodes 1-4, 6)
- Arnaud Churin : Dr Meynard, médecin légiste

### Acteurs secondaires
- François Berlinghi : Hyacinthe Riccardi, ami de Renucci, parrain
- Cécile Paoli : Laetitia « Léti », sœur de Renucci
- Daniel di Grazia : Bati, neveu de Renucci
- Michel Ferracci : Yves-Marie Angelini
- Pierre Salasca : Tony (épisodes 1-3, 5)
- Christiane Conil : Augusta (épisodes 1-3, 5)
- Jo Fondacci : Pierrot (épisodes 1-3, 5-6)
- Lionel Tavera : Pierre-Yves Leccia, entrepreneur véreux (épisodes 2-3, 6)
- Anita Sarxian : Marie Berini, logeuse de Le Tallec (épisodes 3, 5-6)

- Cédric Appietto
- Frédéric Poggi
- Marie Murcia

## Production

### Développement
Bien qu'inconnu du grand public, c'est l'acteur Yann Gael qui est le premier confirmé au casting de la série. Ce n'est que plus tard que Gérard Darmon rejoint les rangs. Il explique qu'une des raisons qui l'ont poussé à accepter ce rôle est le fait qu'il n'avait « jamais participé à une série télévisée ». Il qualifie son personnage d'« atypique, […], aux méthodes bien personnelles ». La saison 2 s'achève sur des interrogations qui appellent une saison 3. En 2017, France 2 décide d'arrêter la série à la fin de la saison 2.
Le titre provisoire de la série est Crimes et beauté, avant d'être changé en Duel au soleil.

### Tournage
Le tournage de la première saison a lieu en Corse et à Marseille.

### Générique
Le générique de la série est une chanson de The Rolling Stones : Paint It, Black.

### Fiche technique
- Création : Marc-Antoine Laurent
- Réalisation : Olivier Guignard
- Scénario : Marc-Antoine Laurent, Mathieu Fabiani, Karine de Demo
- Décors : Wouter Zoon
- Costumes : Céline Guignard-Rajot
- Photographie : Pascal Lagriffoul
- Montage : Thierry Brunello
- Musique : Arland Wrigley
- Production : Guillaume Renouil
- Production associée : Thierry Bizot, Emmanuel Chain et Gaëlle Cholet
- Sociétés de production : Elephant Story, en coproduction avec AB Production et RTBF, avec la participation de France Télévisions
- Sociétés de distribution : France 2 (France), La Une (Belgique)
- Pays d'origine :  France
- Langue originale : Français
- Format : couleur
- Genre : Série policière
- Durée : 52 minutes

### Diffusion
En Belgique, la série est diffusée sur La Une. La première saison est diffusée le mardi 30 septembre et 7 octobre 2014.
En France, la série est diffusée sur France 2. La première saison est diffusée le vendredi depuis le 28 novembre 2014. La seconde saison est diffusée à partir du mercredi 22 juin 2016 (initialement prévue pour la rentrée 2015 mais dont la diffusion a été décalée pour concurrencer le championnat d'Europe de football 2016 qui se déroule en France).

## Épisodes

### Première saison (2014)
1. Aller simple
2. Le monde du silence
3. Les fantômes de Cauro
4. Dommages collatéraux
5. Le sang n'est pas de l'eau
6. Faux semblants

### Seconde saison (2016)
France 2 a commandé une seconde saison de six épisodes. elle est diffusée à partir du mercredi 22 juin 2016 à 21 h.
1. Le Sens de la famille
2. Sur la réserve
3. Le Pénitent
4. V.I.P
5. À l'eau claire
6. Les Blessures du passé

## Accueil

### Audiences
La première saison de la série est suivie en moyenne par 3,37 millions de téléspectateurs, soit 13,7 % de part d'audience, avec une pointe à 3,82 millions de téléspectateurs, 15,4 % de pda, pour le premier épisode.
La deuxième saison a rassemblé 3,0 millions de téléspectateurs avec une part de marché à 13,0% ce qui constitue un "bilan tout à fait honorable" pour une diffusion simultanée avec l'Euro de football en juillet 2016.

### Réception critique
Pour Isabelle Poitte de Télérama, la série est un « sympathique polar à la cool », avec de bons dialogues dans des paysages sublimes. On revoit pour une énième fois un « duo d'enquêteurs mal assortis », même si Gérard Darmon est « très à l'aise dans le rôle ». Joël Moriol du Monde pointe, quant à lui, « un talent prometteur » en la personne de Yann Gael.